# Opuntia wilcoxii
Opuntia wilcoxii ist eine Pflanzenart in der Gattung der Opuntien (Opuntia) aus der Familie der Kakteengewächse (Cactaceae). Das Artepitheton wilcoxii ehrt den Entdecker der Pflanze Glover B. Wilcox.

## Beschreibung
Opuntia wilcoxii wächst strauchig und bildet große Büsche mit zahlreichen Zweigen, die Wuchshöhen von 1 bis 2 Meter erreichen. Die dunkelgrünen, dünnen, flaumigen, länglichen Triebabschnitte besitzen um die Areolen herum einen etwas purpurfarbigen Hof. Sie sind bis zu 20 Zentimeter lang. Die großen Areolen stehen weit voneinander entfernt und tragen zahlreiche lange gelbe Glochiden. Die ein bis drei weißen bis etwas gelben Dornen sind bis zu 5 Zentimeter lang. Ein Dorn ist besonders lang.
Die gelben Blüten erreichen eine Länge von bis zu 6 Zentimeter. Die birnenförmigen Früchte sind flaumig und nicht bedornt. Sie sind bis zu 4 Zentimeter lang und weisen Durchmesser von 3 Zentimetern auf.

## Verbreitung, Systematik und Gefährdung
Opuntia wilcoxii ist in Mexiko entlang der Pazifikküste vom Bundesstaat Sonora bis zum Bundesstaat Jalisco bis in Höhenlagen von 600 Metern verbreitet.
Die Erstbeschreibung durch Nathaniel Lord Britton und Joseph Nelson Rose wurde 1919 veröffentlicht.
In der Roten Liste gefährdeter Arten der IUCN wird die Art als „Least Concern (LC)“, d. h. als nicht gefährdet geführt. Die Entwicklung der Populationen wird als stabil angesehen.

## Nachweise